# هشام رستم
هشام رستم (انگلیسی: Hichem Rostom؛ زادهٔ ۲۶ مهٔ ۱۹۴۷ _ درگذشتهٔ ۲۸ ژوئن ۲۰۲۲) بازیگر ترک‌تبار اهل تونس بود.
از فیلم‌ها یا برنامه‌های تلویزیونی که وی در آن نقش داشته است، می‌توان به بیمار انگلیسی، طلای سیاه، پاپاراتزی و سریال سلمان فارسی اشاره کرد.

## فیلمبرداری

### سینما

#### فیلم‌های بلند تونسی
- ۱۹۸۸: صفحات طلا اثر نوری بوزید: آقا یوسف
- ۱۹۸۹: لیلا دیوانه است الطیب الوحیشی: شوهر لیلا
- ۱۹۹۴: سکوت قصرها اثر مفید التلاتلی: سی بشیر
- ۱۹۹۷: خانم محمد زران: آمین
- ۱۹۹۸: عروسی ماه اثر الطیب الوحیشی
- ۱۹۹۹: انار قوائل از محمود بن محمود: وحید حیدر
- ۲۰۰۲:
  - جعبه شگفت‌انگیز (فیلم) اثر ردا البهی
  - نغم النورة (فیلم) عبد اللطیف بن عمار بن عمار: منصور
- ۲۰۰۳: خورشید ترور عبدالکریم بهلول: برامسی
- ۲۰۰۴: نادیا و سارا (در) لاموفیده الطلاطلی
- ۲۰۰۶: تلویزیون در حال آمدن است (فیلم) توسط کارگردان المنصف ذویب: کارگردان
- ۲۰۱۴:
  - فرزند خورشید اثر طیب الوحشی: خوارستگار
  - صفر! اثر نیدال شاتا: پدر
  - آخرین سراب نیدال شاتا: دکتر اسامه سعد
- ۲۰۱۵:
  - شوت دیکته مختار العجیمی: سی حازم
  - مبارزة برای منصف باربوش: مختار
- ۲۰۱۶:
  - گل حلب اثر رضا البهی: هشام، پدر مراد
  - وای لل اسمهان الأحمر: حمد
  - همس الرمال لناصر خمیر

#### فیلم‌های بلند خارجی
- ۱۹۷۶: بال یا ران اثر کلود زیدی
- ۱۹۸۲: بادهای شنی اثر محمد لاخدار: هامینا
- ۱۹۹۱: دوست عرب کارمینه فورنانی (ایتالیا)
- ۱۹۹۱: ایزابل ابرهارد د اثر ایان پرینگل (در)
- ۱۹۹۲: گل‌های سرگردان توسط ماسیمو مازوکو: مانوئل لو روکس
- ۱۹۹۳: ناف جهان اثر آریل زیتون: کاستا
- ۱۹۹۷: بیمار انگلیسی اثر آنتونی مینگلا: فؤاد
- ۱۹۹۸: پاپاراتزی نوشته آلن بربریان: کنسول
- ۲۰۰۱: در بادیه و بیابان،  اثر گاوین هود: مهدی
- ۲۰۰۷: هر آنچه لولا می‌خواهد نوشته نبیل آیوش: الناصر
- ۲۰۰۸:
  - آهنگ عروس‌های کارین آلبو: پدر رائول
  - هرچه لولا می‌خواهد نوتشه نبیل آیوش: الناصر
- ۲۰۱۱:
  - طناب پنجم سلما برگش: امیر
  - طلای سیاه اثر ژان ژاک آنود: سرهنگ نسیبی

#### فیلم‌های کوتاه
- ۱۹۸۹: کما برای منصف ذویب

#### دوبله
- ۲۰۰۶: آزور و اسمار اثر میشل اوکلو (تصاویر متحرک)

### تلویزیون

#### برنامه‌های تلویزیونی
- ۲۰۱۳: سرقت در جواره اف ام
- ۲۰۱۴: گفتگوی مردم با نوفل اورتانی در مورد گفتگوی تونس: مهمان
- ۲۰۱۵: برنامه رمضانی با الهادی زعیم در موزاییک أف أم: مهمان
- ۲۰۱۶:
- مصاحبه در رادیو ماد: مهمان
- شله امین با امین قره در موزاییک أف أم: مهمان
- مشکلی نیست (فصل ۶) با نوفل اوارتانی در کنال الحوار التونسی: مهمان قسمت ۱۱
- ۲۰۲۰: ایده سامی الفیهری بالهادی زعیم در الحوار التونسی: مهمان قسمت ۱۲ از فصل ۳
- ۲۰۲۱:
- چه رمضان با ملک العونی والهادی زعیم: مهمان
- ایده سامی الفیهری با الهادی زعیم دربارهٔ گفتگوی تونس: مهمان
- ۲۰۲۲: مهمان ما در کیفنا بار مایسا بادیس در کانال تونسنا: مهمان

#### سری تونسی
- ۱۹۹۱: مردم از حمادی علرفه داستان می‌گویند
- ۲۰۰۲: کابین سیدی المهروس اثر صلاح الدین اسید: وکیل فرانساوی
- ۲۰۰۳:
  - خورشید و سایه‌ها از عزالدین الحرباوی: منوبی البرانسی
  - ردپاپی بر ابرها نوشته عبد اللطیف عمار: جناب عالی
- ۲۰۰۴: حساب ومجازات حبیب المسلمانی: الطیب
- ۲۰۰۵:
  - قهوه جلول اثر لطفی بن ساسی، عماد بن حمیدة ومحمد دامک: چادلی یاحصری (مهمان افتخاری قسمت ۱۶ و۱۸)
  - المال والامید عبد القادر الجربی: سی المنصف
- ۲۰۰۶:
  - زندگی وآزوها توسط محمد الغضبان: فرماندار پلیس
  - بچه‌های امروز اثر محمد دامک
- ۲۰۰۸: نوشته سامی الفیهری: سی هشام بن عبدالله
- ۲۰۰۹: راه حلی را پیدا کن (قسمت مهمان ۱۵ فصل ۵) از عبد القادر الجربی: دکتر حکیم لاسود
- ۲۰۰۹: قفس‌های بدون پرندگان (عرب) اثر عزالدین الحرباوی: رشید
- ۲۰۰۹–۲۰۱۱: ستارگان شب نوشته مدیح بلید و مهدآ نصرا: شفیق
- ۲۰۱۰: گراژ لکریک اثر ریدا بهآ: سی جعفر
- ۲۰۱۲: به من کمک کن اثر حاتم بلحاج
- ۲۰۱۳: خاطرات یک زن (مجله زن) نوشته نجیب ایاد: ابراهیم الفالح
- ۲۰۱۴: مکتوب (سرنوشت) (فصل ۴) اثر سامی فهری
- ۲۰۱۵:
  - شب الشک مجدی السمیری: ابراهیم
  - آمبولانس توسط اثر سعدالوصلتی: سی توفیق
  - پلیس یک مورد عادی برای مجدی السمیری است
- ۲۰۱۵–۲۰۱۷: فرزندان مفیده (پسران موفیدا) اثر سامی الفهری: الشریف
- ۲۰۱۶:
  - راهبندان اثر ولید الطیا: سی معاذ
  - مکتب الرسول (مکتب پیامبر) اثر انوار العیاشی: هشام بن عبدالملک
- ۲۰۱۸: تاج الحضراء اثر سامی الفهری: وزیر مصطفی صاحب الطبا
- ۲۰۱۹ و ۲۰۲۱: احساسات اثر محمد گوک: صدیق آل طاهر نوازنده فلوت
- ۲۰۲۰: ۲۷ اثر لسری بواسیدا: حمادی احمد

#### سری خارجی
- ۱۹۹۲: دعوتنامه بسیار ویژه (انگشتر پول آفریقیا) اثر ویکتوریو دی سیستی
- ۱۹۹۴: جنگ خواس (وداع با جوجه‌ها) اثر خوزه دو دایان
- ۱۹۹۸:
  - کنت مونت کریستو (میمی سریال) اثر خوزه دایان: محمد
  - پلتفرم شماره ۱ (قسمت مارهای کبرا) اثر پیر گریمبلات و دیدیه کوهن
- ۲۰۰۱: هرکول پوآرو نوشته تام کلگ (قتل در بین‌النهرین قسمت): مسئول پذیرش هتل
- ۲۰۰۴: مؤسسه (قسمت ۳ از فصل ۹: دفتر خاطرات سفر: تونس) اثر جرارد کلاین
- ۲۰۰۷: بمبئی اثر جولیو بازه: صوتی
- ۲۰۰۸: خانه صدام اثر الکس هلمز، استیون بوچارد و سالی الحسینی: محمد غنی
- ۲۰۱۴: کلاشینکف اثراسامه ریزک وسراج الهویدی: بدیع
- ۲۰۱۷–۲۰۱۶: راز مرجانی (سریال مراکشی نمایش داده شده در کانال ۲ مراکشی): سی حبیب
- ۲۰۱۷:
  - آشپزخانه کابل (فصل ۳)
  - راز مرجانی

#### فیلم‌های تلویزیونی
- ۱۹۸۷: (کودکی به نام عیسی) (ایتالیایی) اثر فرانکو روسی
- ۱۹۹۰ :رعدوبرق تابستانی نوشته جون ساگول: سیمون
- ۱۹۹۷: لمس جنون اثر سباستین گرال
- ۲۰۰۲: طلاق ایجاد شده (تالک اینچا) توسط منصف ذویب: خلیل
- ۲۰۰۳: آمنه عبد اللطیف بن عمار
- ۲۰۱۱: نفوذ اثر جاکومو باتیاتو: جنرال علی

#### مستندها
- ۲۰۰۴: گلادیاتورها اثر تیلمان رهم: لانیستا
- ۲۰۰۵:
  - رم را بسوزان! توسط رابرت کشان: هانون
  - امپراتوری‌ها: جنگجویان مقدس - ریچارد شیردل و سالادین ریچارد بدسر: صلاح الدین
- ۲۰۰۶: انجیل یهودا از جیمز بارات برای نشنال جئوگرافیک: قاضی

#### دیگران
- ۲۰۱۹: ظاهر شدن در کلیپ ماهر زین

## تمایز
- تونس نشان شایستگی (تونس، ۲۰۰۴).
- در جشنواره بین‌المللی فیلم قاهره فیلم لوکس در ۲۰۰۶ برای شرکت در سینمای بین‌المللی افتخار کرد.
- جایزه ویژه برای همه کارهای خود در جشنواره بین‌المللی فیلم‌های سیاه لیبرویل در ۲۰۱۲.
- جایزه تفسیر کره ای پنجمین طناب در جشنواره بین‌المللی اوران سینمای عرب ۲۰۱۲.

## مرگ او
هشام رستم در ۲۸ ژوئن ۲۰۲۲ در سن هفتاد وپنج سالگی در حالی که روی زمین افتاده بود درگذشت وپزشکان گزارش دادند که مرگ یک روز قبل از پیدا شدن جسد رخ داده است.
1. ↑  2493 (۲۰۲۲-۰۶-۲۹). «بازیگر معروف تونسی سریال «سلمان فارسی» درگذشت». ایرنا. دریافت‌شده در ۲۰۲۲-۰۶-۲۹.

- مشارکت‌کنندگان ویکی‌پدیا. «Hichem Rostom». در دانشنامهٔ ویکی‌پدیای انگلیسی، بازبینی‌شده در ۲ مارس ۲۰۱۹.